# Schönwalde II und Groß Schönwalde

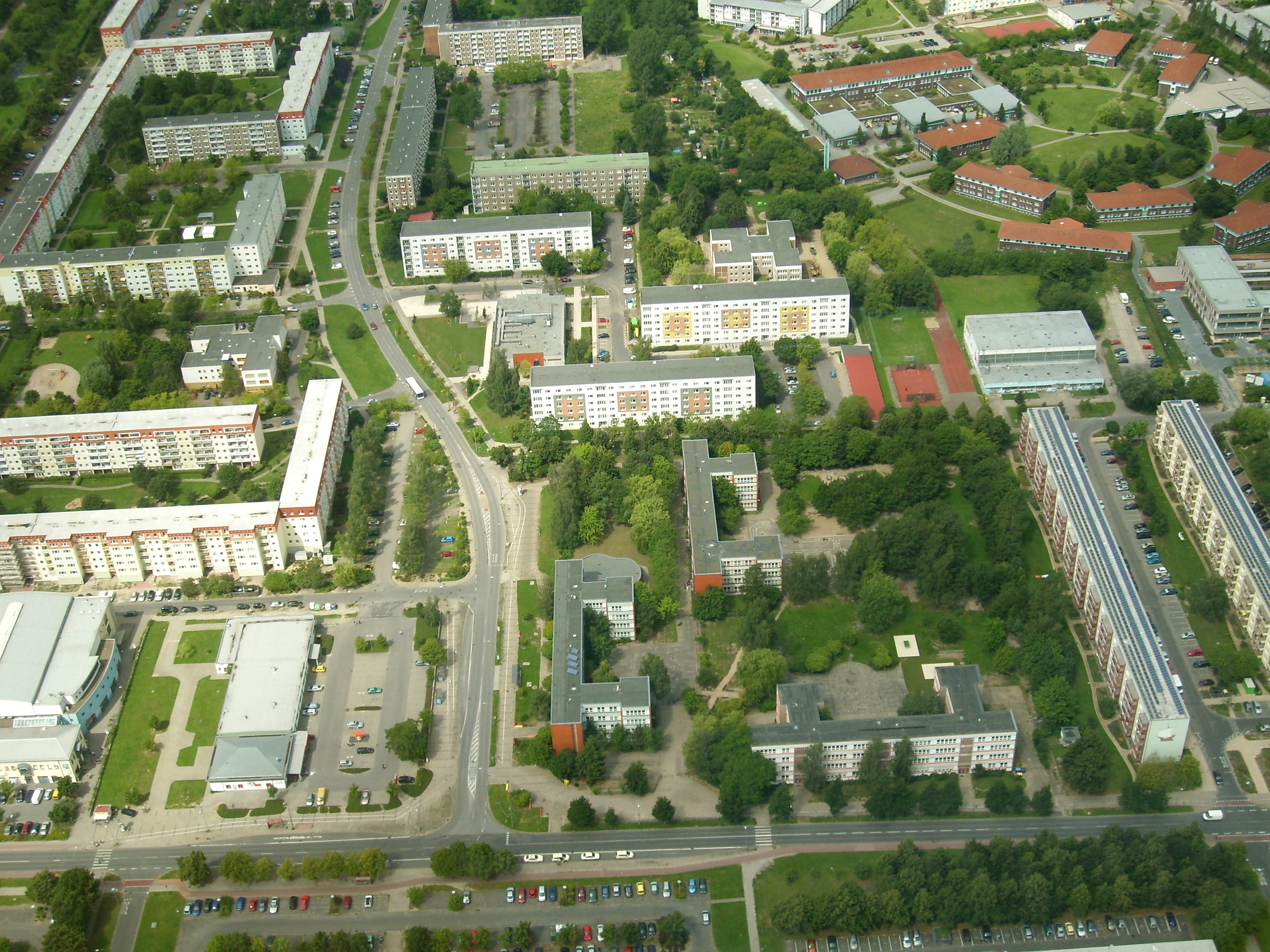
Schönwalde II (2012)

Schönwalde II und Groß Schönwalde sind ein Ortsteil der Universitäts- und Hansestadt Greifswald. Er liegt zwischen der Pappelallee und Anklamer Straße sowie im Südosten des Stadtgebiets an der Bundesstraße 109. Schönwalde II und Groß Schönwalde haben 9489 Einwohner und eine Fläche von etwa 646,7 Hektar. Der Ortsteil besteht aus den zwei Stadtteilen Schönwalde II und Groß Schönwalde.

## Geschichte

### Groß Schönwalde
1280 wurde das Dorf als Schonenuualde urkundlich erstmals als Besitz des Klosters Eldena erwähnt. Im Jahr 1634 ging Groß Schönwalde in den Besitz der Universität Greifswald über. Es ist ein ländlich geprägter Stadtteil im äußersten Südosten Greifswalds, in dem vor allem Einfamilienhäuser gebaut wurden.
Zum Stadtteil gehört auch das Teilgebiet Koitenhagen und das Gut Schönwalde. Im Gebiet von Groß Schönwalde befinden sich der Kernfusions-Forschungsreaktor Wendelstein 7-X des Max-Planck-Instituts für Plasmaphysik und das Einkaufszentrum Elisenpark. Der Stadtteil Groß Schönwalde hat 1522 Einwohner. Die Sandfuhr gehört zum Stadtteil Groß Schönwalde, aber seit 2024 zum Ortsteil Schönwalde I/Südstadt.

### Schönwalde II

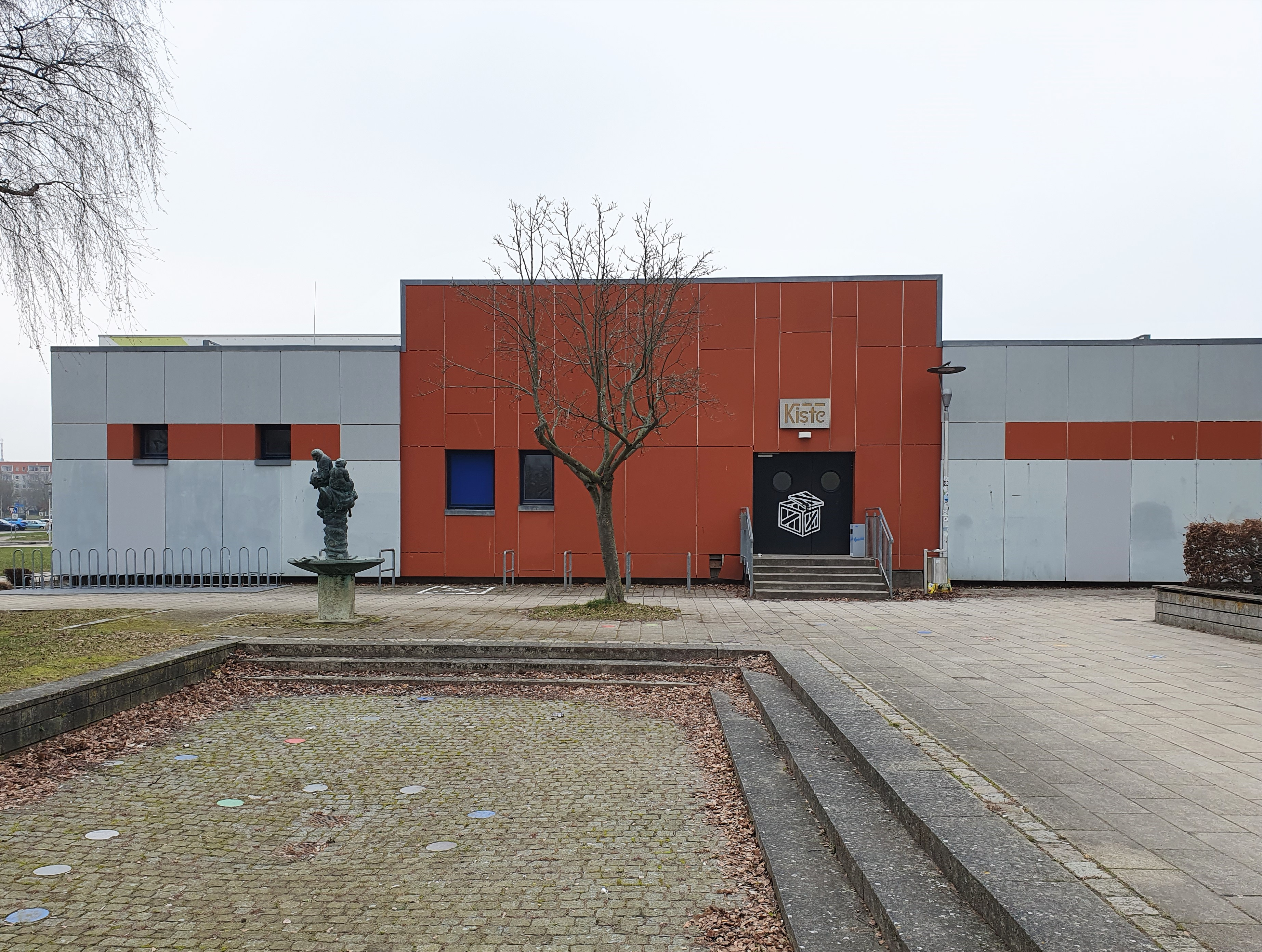
Studentenclub "Kiste" in der Makarenkostraße

Entlang der Pappelallee entstand bereits zwischen 1938 und 1941 ein Lazarett der Luftwaffe (Wehrmacht). Von 1955 bis 1990 wurde die Einrichtung als Militärmedizinische Sektion an der Universität Greifswald genutzt.
In dem Stadtteil wurden seit 1974 zahlreiche Plattenbauten errichtet, um hauptsächlich für Arbeiter und Angestellte der Großbetriebe, wie der Nachrichtenelektronik und des Kernkraftwerks Lubmin, Wohnraum zu schaffen. 1985 wurde die Bebauung weitgehend abgeschlossen. Es handelt sich überwiegend um fünf- bzw. sechsgeschossige Plattenbauten ohne Fahrstuhl. Die Blöcke sind meistens um eine Hoffläche angeordnet. Der Puschkinring weicht mit einer strikten Zeilenbebauung davon ab. Insgesamt wurden 5174 Wohnungen gebaut. Zwischen 1973 und 1975 wurden vier Studentenwohnheime mit 1520 Plätzen errichtet. Am 15. Februar 1974 wurde das erste Wohnheim übergeben. Die Straßennamen wie Makarenkostraße und Maxim-Gorki-Straße sollten u. a. die Verbundenheit mit der Sowjetunion widerspiegeln.
In der Makarenkostraße befindet sich seit 1974/75 mit der Kiste ein Multifunktionsgebäude der Universität Greifswald, in dem unter anderem der gleichnamige Studentenclub Kiste e.V. sowie das Islamische Kulturzentrum Greifswald e.V. untergebracht sind. Von 1975 bis 1993/94 befand sich an der Ecke Ernst-Thälmann-Ring mit der Makarenkostraße die Kaufhalle Nord. An der Kreuzung Ernst-Thälmann-Ring mit der Anklamer Straße war ein Wohngebietszentrum mit Schülerspeisung, Gaststätte, Klub für kulturelle Angebote, Fachverkaufsstellen, Dienstleistungen und einer Zweigstelle Stadtbibliothek geplant. Heute befindet sich dort das Schönwalde Center mit einer Mehrzweckhalle. Am Rande des Neubaugebietes wurde am 9. Dezember 1984 die im Rahmen des Kirchenbauprogramms entstandene evangelische Christuskirche eingeweiht. Das Gebäude der Kinderkombination "Helene Kreft" in der Maxim-Gorki-Straße wurde 2008 bis 2010 zum Stadtteil- und Begegnungszentrum Schwalbe umgebaut. Heute befindet sich darin das Offene Kinder- und Jugendhaus Labyrinth, ein Saal und Stadtteiltreff sowie verschiedene Träger und Projekte der Kinder- und Jugendhilfe. Noch Mitte der 1990er Jahre lebten hier über 13.000 Menschen.  
Seit 1990 hat die Medigreif Unternehmensgruppe ihren Sitz im ehemaligen Luftwaffenlazarett. In der zweiten Hälfte der 1990er Jahre wurde im Stadtteil ein Berufsbildungswerk gebaut. Im Puschkinring befindet sich seit 12. September 2012 die Wirtschaftsakademie Nord mit einer Medien- und Informatikschule und einer Gesundheits- und Pflegeschule.
Der Stadtteil Schönwalde II hat 7967 Einwohner.

## Bildung

### Schulen

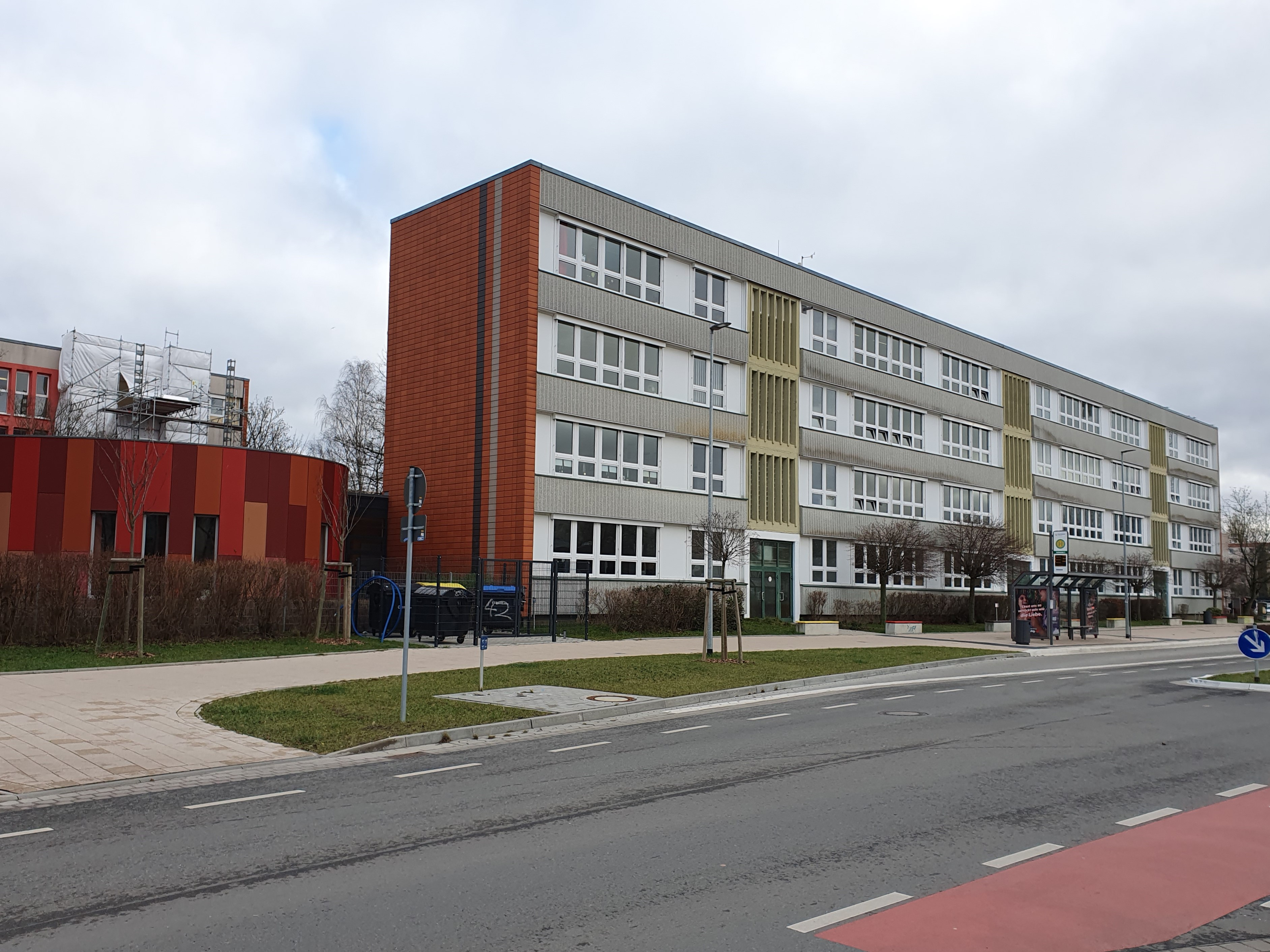
Alexander-von-Humboldt-Gymnasium

- Alexander-von-Humboldt-Gymnasium 
 Die 15. Polytechnische Oberschule (POS) "Nikolai Ostrowski" wurde am 30. August 1975 gegründet und am 26. August 1991 zum "Alexander-von-Humboldt"-Gymnasium. Die Schule nutzt seit 2006 das 1976 errichtete Gebäude der ehemaligen 16. POS "Pablo Neruda" als Haus 2. Beide Gebäude sind Schustertypen vom Typ Rostock. 2007/08 erweitert um einen Anbau für eine Aula.
- Erich-Weinert-Grundschule 
 Eröffnet am 31. August 1974 als 14. POS "Erich Weinert". Das Gebäude ist ein Schustertyp vom Typ Rostock.
- Ostseegymnasium 
 2001 gegründet als Gymnasium in freier Trägerschaft mit angeschlossener Grundschule (2005) und seit 2023 mit Regionaler Schule.

### Berufliche Schulen
- Berufsfachschule Greifswald 
 Gegründet 1991 in Trägerschaft der der Medigreif Unternehmensgruppe.
- Seminar für kirchlichen Dienst 
 Fachschule für Sonderpädagogik und Familienpflege in Trägerschaft der Evangelisch-Lutherische Kirche in Norddeutschland

### Kindertagesstätten und Horte
- Kindertagesstätte "Tausend Farben" 
 In der Tolstoistraße, gegründet am 27. März 1975 als Kita "Samuil Marschak" in einer Kinderkombination im Ernst-Thälmann-Ring und ist 2021 in einen Neubau auf dem Kita-Gelände umgezogen.
- Kindertagesstätte "A. S. Makarenko" 
 In einer Kinderkombination in der Makarenkostraße, die am 7. Februar 1978 gegründet wurde.Kinderkombination A. S. Makarenko

Kinderkombination A. S. Makarenko

- Integrative Montessori-Kindertagesstätte 
 Befindet sich in einer Kinderkombination in der Makarenkostraße der Aktion Sonnenschein.
- Evangelische Kindertagesstätte "Hand in Hand" 
 Die Kita befindet sich An der Christuskirche in einer, am 14. Juni 1976 eröffneten, umgebauten Kinderkombination und ist in Trägerschaft des Kreisdiakonischen Werks.
- Kindertagesstätte "Weidenbaum" 
 Die Kita liegt in der Anklamer Landstraße im Stadtteil Groß Schönwalde und ist in privater Trägerschaft.
- Kindertagesstätte und Hort "Nordlichter" 
 Die Einrichtung wurde am 1. August 2009 als Hort im Gebäude der Erich-Weinert-Grundschule eröffnet. Seit 2. August 2019 sind Kita und Hort in einem Neubau auf dem Schulgelände in der Makarenkostraße. Die Trägerschaft hat das Institut Lernen und Leben.
- Kindertagesstätte "Käpt'n Sprechdachs" 
 Die Kita ist in der Pappelallee und in Trägerschaft der Medigreif Unternehmensgruppe. Zur Kita gehören ein Sprachheilkindergarten, eine integrative Gruppe und ein Hort für die Grundschule am Ostseegymnasium.